# Торсбю, Мортен
Мортен Торсбю (норв. Morten Thorsby; род. 5 мая 1996, Осло) — норвежский футболист, полузащитник итальянского клуба «Дженоа» и сборной Норвегии.

## Карьера

### Клубная
Мортен начал заниматься футболом в детской команде «Хеминг». В 2010 году он присоединился к юношескому составу «Люна». Спустя 2 года Торсбю перешёл в «Стабек».
9 июня 2013 года полузащитник дебютировал в Адекколиге в матче против «Ранхейма». В сезоне 2013 года Мортен провёл 4 игры, а «Стабек», заняв второе место, получил право выступать в Типпелиге.
13 апреля 2014 года Торсбю провёл первую игру в высшем футбольном дивизионе Норвегии, выйдя на замену в концовке встречи с «Мольде». 12 июня того же года полузащитник отметился забитым мячом.
2 июня 2014 года Торсбю подписал пятилетний контракт с нидерландским «Херенвеном». Вскоре полузащитник провёл первую встречу за «фризов». 23 сентября 2014 года отметился первым забитым мячом, сравняв счёт в игре Кубка Нидерландов против «Роды».
В январе 2019 года Торсбю подписал четырехлетний контракт с итальянским клубом «Сампдория».

### В сборной
Мортен выступал за юношеские сборные Норвегии до 17 и до 19 лет. В 2017 году дебютировал в составе сборной Норвегии до 21 года.

## Статистика

### Матчи Торсбю за сборную Норвегии
| Матчи Торсбю за сборную Норвегии | Матчи Торсбю за сборную Норвегии | Матчи Торсбю за сборную Норвегии | Матчи Торсбю за сборную Норвегии | Матчи Торсбю за сборную Норвегии | Матчи Торсбю за сборную Норвегии |
| -------------------------------- | -------------------------------- | -------------------------------- | -------------------------------- | -------------------------------- | -------------------------------- |
| №                                | Дата                             | Соперник                         | Счёт                             | Голы Торсбю                      | Соревнование                     |
| 1                                | 11 ноября 2017                   | Македония                        | 0:2                              | —                                | Товарищеский матч                |
| 2                                | 4 сентября 2020                  | Австрия                          | 1:2                              | —                                | Лига наций УЕФА 2020/2021        |
| 3                                | 8 октября 2020                   | Сербия                           | 1:2                              | —                                | Чемпионат Европы 2020 (отбор)    |
| 4                                | 27 марта 2021                    | Турция                           | 0:3                              | —                                | Чемпионат мира 2022 (отбор)      |
| 5                                | 30 марта 2021                    | Черногория                       | 1:0                              | —                                | Чемпионат мира 2022 (отбор)      |
| 6                                | 2 июня 2021                      | Люксембург                       | 1:0                              | —                                | Товарищеский матч                |
| 7                                | 6 июня 2021                      | Греция                           | 1:2                              | —                                | Товарищеский матч                |
| 8                                | 1 сентября 2021                  | Нидерланды                       | 1:1                              | —                                | Чемпионат мира 2022 (отбор)      |
| 9                                | 4 сентября 2021                  | Латвия                           | 2:0                              | —                                | Чемпионат мира 2022 (отбор)      |
| 10                               | 8 октября 2021                   | Турция                           | 1:1                              | —                                | Чемпионат мира 2022 (отбор)      |
| 11                               | 13 ноября 2021                   | Латвия                           | 0:0                              | —                                | Чемпионат мира 2022 (отбор)      |
| 12                               | 16 ноября 2021                   | Нидерланды                       | 0:2                              | —                                | Чемпионат мира 2022 (отбор)      |
| 13                               | 2 июня 2022                      | Сербия                           | 1:0                              | —                                | Лига наций УЕФА 2022/2023        |
| 14                               | 5 июня 2022                      | Швеция                           | 2:1                              | —                                | Лига наций УЕФА 2022/2023        |
| 15                               | 12 июня 2022                     | Швеция                           | 3:2                              | —                                | Лига наций УЕФА 2022/2023        |
| 16                               | 24 сентября 2022                 | Словения                         | 1:2                              | —                                | Лига наций УЕФА 2022/2023        |
| 17                               | 17 ноября 2022                   | Ирландия                         | 2:1                              | —                                | Товарищеский матч                |

Итого: 17 матчей / 0 голов; 7 побед, 3 ничьи, 7 поражений.